# Fritz Schwab
Fritz Schwab   (Berlín, 31 de desembre de 1919 - 24 de novembre de 2006) és un atleta suís, especialista en marxa atlètica, que va competir durant les dècades de 1940 i 1950. Era fill del també marxador Arthur Tell Schwab.
Durant la seva carrera esportiva va prendre part en dues edicions dels Jocs Olímpics d'Estiu, el 1948 i el 1952. El 1948, a Londres, guanyà la medalla de bronze en la cursa dels 10 quilòmetres marxa, mentre el 1952 guanyà la de plata en la mateixa prova.
En el seu palmarès també destaca una medalla plata en els 10 quilòmetres marxa del Campionat d'Europa d'atletisme de 1946 i una d'or en la mateixa prova en l'edició de 1950.

## Millors marques
- 10 quilòmetres marxa. 44' 44.8" (1939)[1][3]